# フェトヒ・ビュレント級装甲艦
フェトヒ・ビュレント級装甲艦 (Fethi Bulend class Ironclad) は、オスマン帝国海軍の装甲艦 (装甲コルベット, Zırhlı korvet)。

## 概要
本艦の基本構造は2本のマストと一本煙突を持つ装甲コルベットとしてイギリスで建造された。船体中央部に229mmの装甲板をリベットで作られた砲廓（ケースメート）を持ち、内部に22.9cm（13.9口径）後装砲を単装砲架で片舷2基ずつ計4基配置した。砲廓は上方から見て横に長い八角形をしており、前後左右を除いた左右の斜め前と斜め後ろに砲門が開けられたが床面のレールを砲架を移動させる事により前後左右に最大2門を向ける事ができた。

## 同型艦
- フェトヒ・ビュレント（Fethi Bulend）

1869年にテムズ造船所にて起工、1870年進水、1871年竣工、1904年～1906年にイタリア、アンサルド社で近代化改装実施後、サロニカ湾に配備。1912年10月18日にギリシャ海軍の水雷艇11号に36cm魚雷2本を右舷に受けて撃沈された。本艦はその後、武装の一部をサロニカの砲台に配置。
- ムカッデメイ・ハユル（Mukaddeme-i Hayır）

1869年にテムズ造船所にて起工、1870年進水、1873年竣工、1910年に除籍後に解体処分。

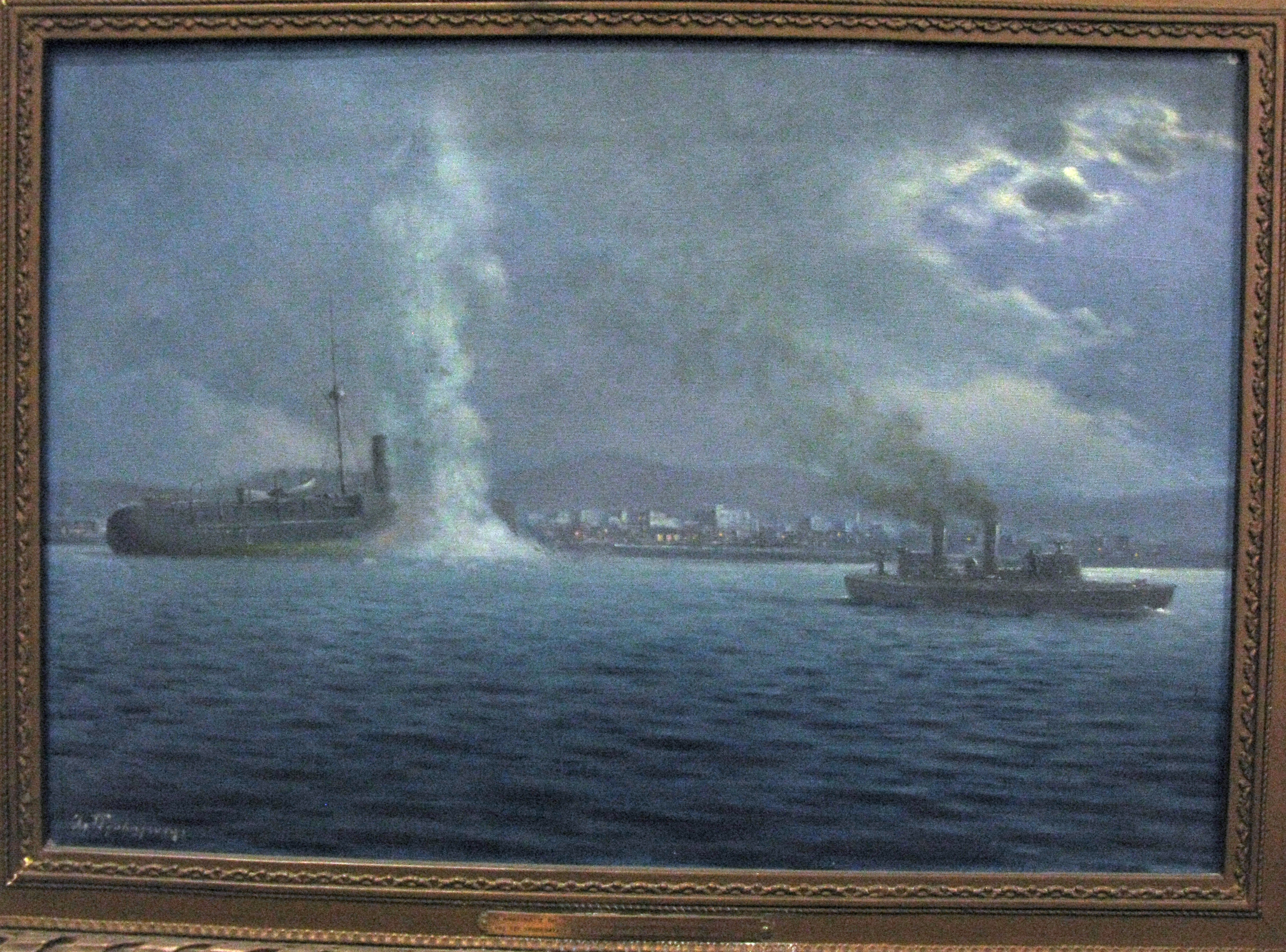
撃沈された「フェトヒ・ビュレント」を描いた絵

## 参考図書
- 「Conway All The World's Fightingships 1860-1905」（Conway）
- 「世界史リブレット　小松香織著　オスマン帝国の近代と海軍」(山川出版社)2004年2月出版
- 「山川歴史モノグラフ　小松香織著　オスマン帝国の海運と海軍」(山川出版社)2002年11月出版